# 古川能章
古川 能章（ふるかわ よしあき、生年不明 - 2011年1月31日）は、広島県広島市出身の元サッカー選手、サッカー指導者。

## 人物
ヤンマーディーゼルサッカー部（現セレッソ大阪）2代目監督で、実質的な同サッカー部創設者。後身のセレッソ大阪が公表する沿革など資料によっては初代監督と明記される人物。
現役時代はハーフバック（ミッドフィールダー）としてプレーした。日本サッカー協会8代目会長の長沼健は旧制中学校の同級生にあたる。古川と長沼はともに広島市への原子爆弾投下による被爆者でもあり、二人が原爆の直下を受けていたら日本サッカーの歴史は大きく変わっていた。

## 来歴

### 学生時代
旧制広島高等師範学校附属中学（現広島大学附属高等学校）卒。中学サッカー部では、長沼健・木村現・樽谷恵三らとプレーした。当時の広島は高師附属・広島一中・修道中で3強を形成しており、一中では重松良典・福原黎三ら、修道では下村幸男らが同世代のライバルであった。
1945年8月6日8時15分、被爆。古川や長沼ら3年生は前日から当日6時まで宿直防空業務についており、帰宅途中あるいは帰宅後のことであり、古川は市電の駅で、長沼が自宅で被爆している。戦後、再びサッカーへの情熱から集まった仲間で一からグラウンドを作り上げ、ゴールやゴールネットを作成した。
1947年12月、戦争で中断していた全国中等学校選手権（現全国高等学校サッカー選手権大会）が再開されると附属中は中国第2代表として出場し、同大会で優勝する。古川は右ハーフバックとしてFW陣を支えた。このチームは右インナーの長沼・右ウイングの木村・センターフォワードの樽谷の強力FWトリオが得点を重ね、1回戦5-0・準々決勝4-0・準決勝5-0・決勝7-1のスコア を挙げ、決勝のスコアは戦後最多得点及び大会最多得点差記録でもある。ちなみに同大会1回戦で都立五中の岡野俊一郎と対戦している。1948年国民体育大会サッカー競技高校の部でも優勝した。
附属中の同期8人は関西学院大学に進み関学の黄金時代を築くが、古川は1950年早稲田大学に進学 、ア式蹴球部に所属し、選手として試合出場を重ねたが在学中に足を痛めたため、1954年からマネージャーに転身した。

### ヤンマー時代
1954年大学を卒業後、ヤンマーに入社する。
当時ヤンマーにはスポーツ同好会がテニス・軟式野球・スキーなどはあったがサッカー部が存在せず、毎日が物足らない古川は1957年入社3年目に一念発起し、同志を募りサッカー部創部を画策、何とか14人で会社に登録しヤンマーサッカー部誕生に漕ぎ着けた。サッカー経験者は古川を含めて僅か5人しかおらず、しかも7人はスポーツ自体をやって来なかったありさまで、古川が練習メニューを作りボールを真っすぐ蹴るところから始めた。更に社内における部の足場を固めるため「実力者を取り込めば、いろんな面でゴリ押しもできる」とヤンマー創業者・山岡家の婿養子で取締役製造部長だった山岡浩二郎 をサッカー部長として迎え、その部下だった河瀬浩正を初代監督として迎えた。
創部から1年後の1958年大阪府社会人サッカーリーグ5部 に登録。古川も選手として活躍し、山岡の部長就任で部員が増えチーム力がアップする中で、1960年ヤンマー監督に就任した。この後は1年ごとに昇格し、1963年には大阪社会人リーグ1部に昇格する。
なおこの間、社会人リーグ昇格を急いだのは古川が全国リーグである日本サッカーリーグ(JSL)創設の構想を早くから知っていたからである。これには、古川が早稲田OBで東京の事情に詳しかったことと、JSL創設に尽力した長沼は古川の学生時代の同期で長沼からJSLの可能性と価値を聞いて理解していた事も大きな要因の一つであった。古川は長沼から逐一最新の情報を入手し、参入のために必要な条件を把握、会社にも早くから根回しをし、「1年目にリーグに入らなければ、どんどん差が広がってしまう」と必死に会社を口説いた。当時の関西には田辺製薬という名門の他、湯浅電池・大日日本電線・電電近畿・日本ダンロップなどの歴史のあるチームがひしめいていたが、それらはJSLの価値と成功の可能性に大きな疑念を抱き、参加を見送った。結果、創部10年にも満たないヤンマーが関西唯一のチームとしてJSL第1回からの参加となった。
1965年、JSLが始まると古川は監督として采配を振る。ただ古川が監督を務めた2年は、初年度最終節の東洋工業サッカー部戦で0-11という記録的な大敗を喫して7位、翌年は最下位に終わり入替戦に回り浦和サッカークラブに勝利（1勝1分）し最終的に残留を果たすなど成績は振るわなかった。ただ、この浦和クラブとの入れ替え戦に勝利したことは、とてつもなく大きな意味を持った。負けていたら釜本邦茂のヤンマー入社はなく、釜本抜きのヤンマーが関西の雄として、日本サッカー界に君臨することもなかった。
1966年、サッカー部の創部からチームの基盤創りに務めた古川は、残留という責任を果たし監督を退任、創部当時から在籍した選手の多くも、古川とともにサッカー部を離れた。翌1967年からの監督・鬼武健二、コーチ・加茂周、マネージャー・安達貞至の体制と釜本の加入でヤンマーは強豪となるが、安達は古川がヤンマーに引っ張った人物で、加茂は安達に誘われてヤンマーに入社したものである。
その後は社業に専念したものとみられ、1977年出版された『早稲田大学ア式蹴球部50年史』の会員名簿にはヤンマー農機勤務と記載がある。晩年はヤンマーサッカー部OB会で役職を務めた。　
2011年、死去。

## 監督成績
| 年度 | 所属 | クラブ   | リーグ戦 | リーグ戦 | リーグ戦 | リーグ戦 | リーグ戦 | リーグ戦 | カップ戦 | カップ戦 |
| 年度 | 所属 | クラブ   | 順位     | 試合     | 勝点     | 勝利     | 引分     | 敗戦     | JSL杯    | 天皇杯   |
| ---- | ---- | -------- | -------- | -------- | -------- | -------- | -------- | -------- | -------- | -------- |
| 1965 | JSL  | ヤンマー | 7位      | 14       | 5        | 2        | 1        | 11       | -        | 資格なし |
| 1966 | JSL  | ヤンマー | 8位      | 14       | 4        | 1        | 2        | 11       | -        | 資格なし |